# 河百高速公路
河百高速公路是广西壮族自治区河池市至百色市的一条高速公路，是中国国家高速公路网中汕昆高速公路的重要路段，也是广西高速公路网规划的重要组成部分。
项目起于河池市金城江区，与六河高速公路连接，终点位于百色市右江区，与隆百高速公路连接，途经河池市金城江区、南丹县、东兰县、巴马瑶族自治县和百色市田阳区、右江区。全长177.34公里，概算总投资157.9亿元，运营管理单位为广西河百高速公路有限公司。
线路走向推荐方案起于河池市金城江区北香圩村，接六河高速公路（对应桩号K77+650），设置北香圩互通，下穿黔桂铁路，向西南经枫木店、金洞、隘口、折向南，经长老乡、至平桃，穿交兰山，至山脚，之后顺323国道走廊带，在隘洞镇以北离开323国道，于安篓附近跨越红水河，后经红里至武篆，经弄纳、盘阳街、跨盘阳河，过龙凤、所略，进入百色市界，经百标，绕过澄碧河水库，至终点百色市右江区那务村接隆百高速公路（对应桩号K163+400）。采用高速公路标准，设计速度80km/h，双向4车道，整体式路基宽度24.5m，分离式路基宽度12.25m。
本工程的桥隧比例很高，项目主线共设置桥梁105座（不含互通立交及分离立交），折合为全幅桥梁共计26489米，其中特大桥1座、大桥94座、中桥7座、小桥3座，桥梁长度占主线里程的14.94%。项目主线设隧道31座（双洞），隧道总长37546米，其中长隧道17座、中隧道5座、短隧道9座，隧道长度占主线里程的21.17%。总体桥隧比为36.11%，创广西公路史上新高。设连接线4条，其中凤山连接线路线全长39.401km，巴马连接线全长8.601km，东兰互通连接线路线长2.50km，鹿场互通连接线长6.011km。设互通立交11座，收费站9处、服务区3处、停车区4处。百色连接线长2.477公里，采用双向四车道，设计车速每小时80公里，按一级公路标准建设。
该项目位于云贵高原边缘山区，属于特有的喀斯特地貌，项目沿线边高坡陡，地形地势过长，而边坡地带地质破碎，防护难度很大。
2014年9月26日开工，2018年11月28日通车，結束東蘭及巴馬兩縣不通高速公路的歷史。

## 沿途交通设施
| 地区                                                                                         | 里程 | 类型                              | 名称       | 连接                 | 说明           |
| -------------------------------------------------------------------------------------------- | ---- | --------------------------------- | ---------- | -------------------- | -------------- |
| 河池市 金城江区                                                                              |      | 枢纽                              | 北香圩     | 六河高速公路         |                |
| 河池市 金城江区                                                                              | 1132 | 出入口                            | 金城江机场 | 210国道              | 河池金城江机场 |
| 河池市 南丹县                                                                                | 1142 | 停车场 · 加油设施 · 修车站 · 餐厅 | 金洞       | 金洞                 |                |
| 河池市 金城江区                                                                              | 1150 | 出入口                            | 长老       | 210国道              |                |
| 河池市 东兰县                                                                                | 1161 | 停车场 · 加油设施 · 修车站 · 餐厅 | 东兰       | 东兰                 |                |
| 河池市 东兰县                                                                                | 1171 | 出入口                            | 隘洞       | 323国道              |                |
| 河池市 东兰县                                                                                | 1179 | 停车场 · 加油设施 · 修车站 · 餐厅 | 红水河     | 红水河               |                |
| 河池市 东兰县                                                                                | 1190 | 出入口                            | 东兰       | 357国道              |                |
| 河池市 东兰县                                                                                | 1212 | 出入口                            | 武篆       | 896县道              |                |
| 河池市 巴马瑶族自治县                                                                        | 1230 | 停车场 · 加油设施 · 修车站 · 餐厅 | 巴马北     | 巴马北               |                |
| 河池市 巴马瑶族自治县                                                                        | 1234 | 枢纽                              | 巴马       | 贺西高速             |                |
| 河池市 巴马瑶族自治县                                                                        | 1235 | 出入口                            | 巴马北     | 243国道              |                |
| 河池市 巴马瑶族自治县                                                                        | 1250 | 停车场 · 加油设施 · 修车站 · 餐厅 | 所略       | 所略                 |                |
| 河池市 巴马瑶族自治县                                                                        | 1257 | 出入口                            | 所略       | 901县道              |                |
| 百色市 右江区                                                                                | 1280 | 出入口                            | 龙川       | 无名道路             |                |
| 百色市 右江区                                                                                | 1296 | 停车场 · 加油设施 · 修车站 · 餐厅 | 百色北     | 百色北               |                |
| 百色市 右江区                                                                                |      | 枢纽 · 出入口                     | 百色北     | 隆百高速公路 212国道 | 百色绕城高速   |
| 1.000 英里 = 1.609 千米；1.000 千米 = 0.621 英里 并行路段 • 已关闭／取消 • 限制进入 • 未开放 |      |                                   |            |                      |                |